# 2025년 SK텔레콤 유심 해킹 사건
2025년 SK텔레콤 유심 해킹 사건은 2025년 4월 18일 대한민국의 정보이동통신사인 SK텔레콤 고객의 유심 정보를 해커가 유출한 사건이다. SK텔레콤 전산망에서 해킹이 발생했지만 2025년 4월 29일 기준 현재까지 해커의 침입 경로와 정확한 피해 규모를 확인하지 못해 SK텔레콤에 대한 비판이 높아지고 있다. 해당 해킹 사건 이후 SK텔레콤은 유심 보호 서비스 및 유심 무료 교체 등의 대책을 내놓았지만 유심 물량이 고객 숫자에 비해 많이 부족한 것으로 드러나 대처가 미흡하다고 평가받고 있다. 은행을 비롯한 금융권은 SK텔레콤을 통한 신원 인증을 중단했고, SK텔레콤 고객들은 SK텔레콤의 미흡한 대처와 제대로 파악되지 않은 피해 규모에 국민청원에 이를 게시하고 집단 소송을 준비하고 있다.

## 전개
대한민국의 이동통신사인 SK텔레콤 (SKT)는 2025년 4월 19일 오후 11시 40분쯤 해커의 악성코드로 인해 유심 관련 일부 정보가 유출되었으며, 20일 한국인터넷진흥원에 사고를 신고했다고 밝혔다. 해킹된 장비는 LTE(4G) 및 5G 고객들이 휴대전화로 SKT의 음성 통화 서비스를 이용할 때 SKT의 휴대전화가 맞는지 확인하는 서버인 것으로 전했다. 이로 인해 국제 이동국 식별 번호(IMSI), 단말기 고유식별번호(IMEI), 유심 인증키가 유출되었다. 국제 이동국 식별 번호(IMSI)이 유출되면 통신 신호를 도청하거나 스푸핑 등이 가능해지고, 단말기 고유식별번호(IMEI)가 유출되면 문자 및 통화 위장, 보이스피싱, 스미싱 표적 설정이 된다. 가장 중요한 '유심 인증키'가 유출되면 유심을 복제하는 것(심 클리닝)이 가능하여 타인이 유심 인증키가 유출된 사람의 명의로 대출을 하거나 그 사람의 계좌에서 돈을 가져가는 등의 금전적 피해가 발생하게 된다.
해킹 공격으로 최대 9.7GB 분량의 정보가 외부 유출된 정황이 나왔다.

## 반응
이 사건을 담당하는 과학기술정보통신부는 한국인터넷진흥원(KISA)과 비상대책반을 구성하고, 22일 오후 서울 중구에 위치한 SK텔레콤 본사에서 현장 조사를 진행했다. 2025년 4월 25일 고객들에게 유심 무상 교체를 실시하기로 결정했다. 그러나 이 와중에 최태원을 비판하는 커뮤니티 글을 삭제하여 국민의 기본권을 침해했다는 주장이 제기되었다.
일부 금융사들은 SKT인증을 중단하였다. 해당 사건과 관련하여 eSIM을 포함한 유심 교체는 4월 28일 오전 10시부터 시작된다. SKT 통신망을 이용하는 알뜰폰 고객의 유심도 무상 교체한다.
한덕수 대한민국 국무총리는 해당 사건에 대해서 과학기술정보통신부와 방송통신위원회, 개인정보보호위원회에 SKT의 조치 적정성을 면밀히 점검하고, 국민 불편 해소에 전력을 다하라고 지시했다.
해킹이 이반티(Ivanti)라는 업체의 VPN 장비 취약점을 통해 이뤄졌을 가능성이 보안업계에서 제기되었다.